# مارکت امریکا
مارکت آمریکا (انگلیسی: Market America) شرکت خرده‌فروشی آمریکایی است، که در سال ۱۹۹۲ توسط جیمز هوارد رایدینگر تأسیس شد.